# Bundesliga de 1972–73
A Primeira Divisão do Campeonato Alemão de Futebol da temporada 1972-1973, denominada oficialmente de Fußball-Bundesliga 1972-1973, foi a 10º edição da principal divisão do futebol alemão. O campeão foi o FC Bayern München que conquistou seu 4º título na história do Campeonato Alemão.

## Premiação
| 1. Fußball-Bundesliga 1972-1973         |
| Baviera                                 |
| --------------------------------------- |
| FC BAYERN MÜNCHEN Bicampeão (4º título) |